# Mues
Mues är en kommun i Spanien.   Den ligger i provinsen Provincia de Navarra och regionen Navarra, i den nordöstra delen av landet, 270 km nordost om huvudstaden Madrid. Antalet invånare är 107. Arean är 14,5 kvadratkilometer.
Terrängen i Mues är huvudsakligen platt, men åt nordväst är den kuperad.